# Suka Maju (Buay Madang Timur)
Suka Maju is een bestuurslaag in het regentschap Ogan Komering Ulu van de provincie Zuid-Sumatra, Indonesië. Suka Maju telt 2439 inwoners (volkstelling 2010).